# Azra Akın
Azra Akın (ur. 12 grudnia 1981 w Almelo w Holandii) – turecka modelka i tancerka, mająca holenderskie obywatelstwo.
Reprezentując Turcję zdobyła tytuł Miss World 2002. Po konkursie Miss World zaczęła pracować jako modelka w Holandii i Turcji. Była związana z agencją Gaye Sökmen Agency ze Stambułu. Miała sesje zdjęciowe dla tureckiego wydania Cosmopolitan i Marie Claire.